# Gustav Adolf Lindner

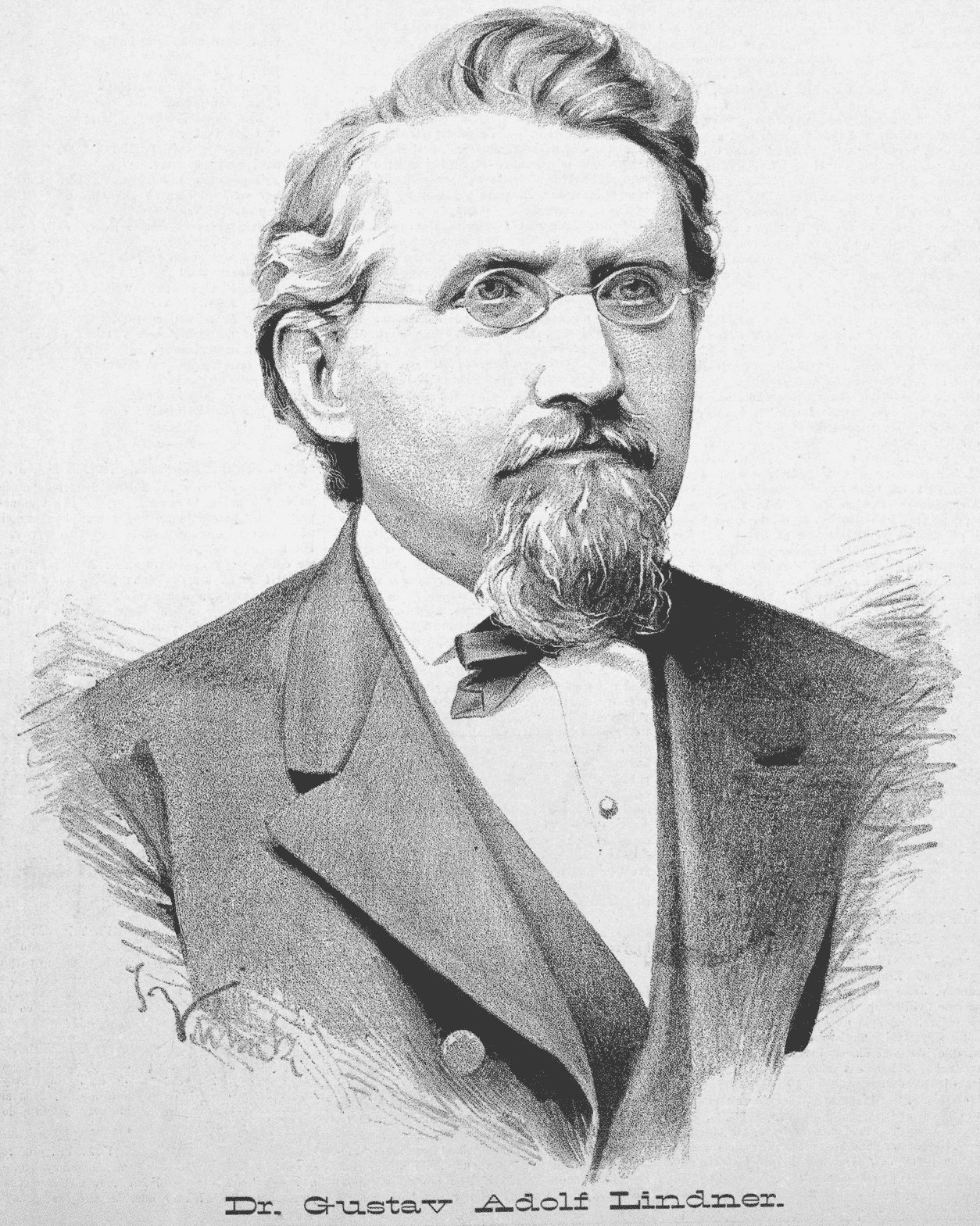
G. A. Lindner

Gustav Adolf Lindner (* 11. März 1828 in Rożdalowitz, Böhmen; † 16. Oktober 1887 in Prag) war ein böhmischer Pädagoge, Psychologe, Philosoph und Soziologe. Er war einer der ersten Vertreter des Herbartianismus in Böhmen und gilt als Pionier der tschechoslowakischen Soziologie.
Lindner wuchs als Sohn eines Bierbrauers zweisprachig auf, besuchte Volksschule und Gymnasium in Jungbunzlau und Prag und studierte anschließend an der noch vereinigten deutsch-tschechischen Universität Prag, wo er die Lehre Herbarts kennenlernte. Von 1846 bis 1848 besuchte er ein Priesterseminar, brach die Studien dann aber ab und beendete seine akademische Ausbildung an der Prager Universität.
Nach Jahren als Gymnasiallehrer, Schulinspektor und Direktor der tschechischen Lehrerbildungsanstalt in Kuttenberg war Lindner seit 1882 erster Professor für Pädagogik, Psychologie und Ethik an der Karls-Universität Prag. 1879 gründete er die erste tschechische pädagogische Zeitschrift Paedogogium.
Auf dem Gebiet der Soziologie prägte er den Begriff „soziale Psychologie“. Er begriff die „soziale Psyche“ als Bestandteil jeden individuellen Bewusstseins aber auch als Komponente des gesellschaftlichen Ganzen.

## Schriften (Auswahl)
- Das Geheimnis der Glückseligkeit, 1868 (deutsch; tschechische Ausgabe 1931)
- Ideen zur Psychologie der Gesellschaft als Grundlage der Sozialwissenschaft, 1871 (deutsch; tschechische Ausgabe 1929)
- Pädagogik auf der Grundlage der Lehre über die natürliche, kulturelle und moralische Entwicklung, 1888 (tschechisch).